# Qiupalong
Qiupalong henanensis
Genre
Espèce
Qiupalong est un genre éteint de dinosaures théropodes de la famille des Ornithomimidae ayant vécu en Chine durant le Crétacé supérieur.
Une seule espèce est rattachée au genre : Qiupalong henanensis.

## Découverte, répartition et datation
Les restes fossiles de Qiupalong henanensis ont été retrouvés dans la formation géologique de Qiupa, datée du Crétacé supérieur, dans la province de Henan du centre-est de la Chine.
D'autres spécimens attribués à Qiupalong sp. ont été découverts et décrits en 2017 au Canada, dans la formation géologique de Dinosaur Park. Ces spécimens sont plus âgés de 10 millions d'années que celui découvert en Chine, suggérant que Qiupalong a rayonné de l'Amérique du Nord vers l'Asie.